# 27613 Annalou
27613 Annalou è un asteroide della fascia principale. Scoperto nel 2001, presenta un'orbita caratterizzata da un semiasse maggiore pari a 2,2887334 UA e da un'eccentricità di 0,1139957, inclinata di 7,12320° rispetto all'eclittica.